# Giuseppe Misso
Giuseppe Misso (Napoli, 6 luglio 1947) è un ex mafioso italiano, membro della Camorra, nonché fondatore dell'ormai estinto clan Misso e collaboratore di giustizia.
All’anagrafe Missi, per errore, a suo tempo boss del Rione Sanità. Pentito, è sotto il programma di protezione dal luglio 2011. Intervistato da Gigi Di Fiore, il 28 novembre 2003, aveva detto: 

## Biografia
Giuseppe Misso, alias 'O Nasone, entra in carcere per la prima volta a 14 anni e due giorni. Ha cominciato a delinquere (furti e rapine) in coppia con il suo amico d’infanzia Luigi Giuliano.

### Vicende criminali
Nel 1979, uscito di prigione, decide di rigare dritto e si apre un negozio di abbigliamento in via Duomo, rifiutando di schierarsi con Giuliano (diventato boss di Forcella) contro i cutoliani. I suoi buoni propositi vengono meno quando gli uomini di Giuliano gli chiedono il pizzo: nasce il clan Misso. «Io e i miei amici ci armammo fino ai denti, decisi a tutto. Di Forcella conoscevo tutti i vicoli. Sequestrammo in un basso i familiari di Giuliano e li picchiammo. Poi con un gesto simbolico riaprimmo la sede. Con quel gesto il prestigio camorristico di Giuliano fu compromesso. Dopo quell’azione temeraria e plateale tra noi non poteva esserci più pace» (Giuseppe Misso, interrogato). 
Nello scontro tra Nuova Famiglia e Nuova Camorra Organizzata non prende posizione (almeno fino al 1981, quando si schiererà contro i cutoliani) piuttosto specializzandosi in rapine a banche e uffici postali (5 miliardi il bottino fruttato nel colpo messo a segno al Monte dei Pegni del Banco di Napoli). 
Il 10 aprile 1985 dopo una lunga latitanza finisce in prigione per la rapina del Monte dei Pegni (sarà condannato per associazione a delinquere semplice), per uscirne nel 1998, dopo quattordici anni di detenzione, di cui sette in isolamento. Nel frattempo, infatti, è stato accusato di aver concorso alla strage del Rapido 904, l’attentato dinamitardo al treno Napoli-Milano del 23 dicembre 1984 presso la galleria di San Benedetto Val di Sambro, epoca dell’eversione nera. Misso, che è dichiaratamente schierato a destra («È vero, ho un’ammirazione per Mussolini, se questa è una colpa sono colpevole»), viene prima condannato all’ergastolo e poi assolto dalla strage, ritenuta di matrice terroristica-mafiosa (tra i condannati il cassiere di Cosa Nostra, Pippo Calò), salvo la condanna a tre anni per detenzione di esplosivo. Ma proprio il giorno in cui viene prosciolto per la strage dalla Corte d'Appello di Firenze (14 marzo 1992), la sua consorte Assunta Sarno, di ritorno da Firenze a Napoli, viene assassinata in un agguato all’altezza dello svincolo di Afragola sull'autostrada Milano-Napoli. Secondo gli investigatori l’omicidio rientra nella faida tra i due gruppi che si contendono il Rione Sanità (i Misso-Pirozzi e i Tolomelli-Vastarella).
Esce dal carcere nell'aprile 1998, ma sottoposto alla sorveglianza speciale. Si dà al commercio (un negozio di abbigliamento e tessuti), proclamandosi estraneo alla camorra (dalle indagini risulta che le redini del clan sono passate all’omonimo nipote, Giuseppe Misso, detto ’o Chiattone, “il Grassone”). Finisce di nuovo in carcere il 26 maggio 2003, accusato di aver intascato tangenti da chi voleva essere assunto dalle cooperative impiegate nel 2001 per la raccolta differenziata dei rifiuti (con lui arrestato Salvatore Lezzi, leader della lista dei “Disoccupati Uniti per il Lavoro”). Scarcerato per mancanza di gravi indizi dal Tribunale del Riesame, lo stesso giorno viene incarcerato per associazione camorristica e di nuovo liberato per mancanza di gravi indizi. Con la stessa accusa ritorna in carcere di nuovo nel maggio 2005 e ci resta. 
Nel 2006 la Direzione Investigativa Antimafia indica il sodalizio Misso-Mazzarella-Sarno come il cartello dominante a Napoli (in concorrenza con l’Alleanza di Secondigliano). Il clan viene gestito dai suoi tre nipoti Emiliano Zapata Misso (figlio di Umberto Misso, a sua volta figlio di Giuseppe), Giuseppe Misso junior e Michelangelo Mazza, che uno dopo l’altro vengono arrestati e si pentono (l’ultimo è Emiliano Zapata, arrestato dai carabinieri a Roma col biglietto aereo in tasca per la Spagna). 
A Gigi Di Fiore, che nel 2003 gli chiede se si sente un camorrista:

## Collaborazione con lo Stato
Alla fine del 2007 contatta il procuratore aggiunto Paolo Mancuso, già coordinatore della DDA partenopea, annunciando di voler collaborare. Le trattative durano qualche settimana, il boss viene trasferito da Spoleto a Rebibbia. Ma Misso è disposto a parlare solo di quello che decide lui («voleva ottenere il massimo dei vantaggi col minimo dei sacrifici», per dirla da investigatore). Infatti, i colloqui vengono interrotti senza verbalizzare nulla, e Misso torna in una cella d’isolamento, nel carcere di Spoleto, in regime di 41 bis. La collaborazione diventerà piena dopo qualche mese, valendogli infine il riconoscimento della circostanza attenuante prevista dalla legislazione antimafia. Come nell’ultima sentenza definitiva per omicidio, è stato condannato a 20 anni di reclusione (6 giugno 2013).